# Richard William Sheppard
Richard William Sheppard (* 1. Januar 1944 in Weymouth (Dorset); † 17. Oktober 2022) war ein britischer Germanist und Professor am Magdalen College der University of Oxford.

## Leben
Von 1967 bis 1987 lehrte er an der University of East Anglia. Dann wurde er German Fellow am Magdalen College der University of Oxford (entspricht einem ordentlichen Professor in Deutschland). 2005 wurde er emeritiert und übersiedelte nach Frankreich.
Seine Forschungsschwerpunkte waren historische Avantgarden, Literatur und Politik in der Weimarer Republik, die Arbeit von W. G. Sebald, mit dem er auch befreundet war, und europäischer Modernismus. Darüber hinaus Europäische Moderne; Literatur und Politik in Deutschland 1917 bis 1923; Der Narr und der Karneval in der deutschen Literatur und Akademische Belletristik.

## Veröffentlichungen (Auswahl)
- On Kafka's Castle. Croom Helm Ltd, 1973. ISBN 978-0856640520
- Richard Huelsenbeck. Hans Christians Verlag, Hamburg 1982, ISBN 978-3-7672-0771-4 und ISBN 978-3-937038-54-4
- Reception of Tankred Dorst's "Toller". Lochee Publications Ltd, 1989. ISBN 978-0947584665
- Ernst Stadler (1993-1914): A German Expressionist at Oxford. Magdalen College Occasional Paper 2, 1994. ISBN 978-0-9513747-2-6
- Avantgarde und Arbeiterdichter in den Hauptorganen der deutschen Linken 1917–1922. Eine analytische Bibliographie mit einem Nachwort. Frankfurt am Main 1995, ISBN 978-3631486153
- Modernism - Dada - Postmodernism. Northwestern University Press, 1998. ISBN 978-0810114920
- Savagery, salvage, salves and salvation: the historico-theological debate of Captain Corelli's Mandolin, in: Journal of European Studies, 32, 2002, S. 51–61. doi:10.1177/004724410203212403